# Leptogorgia pusilla
Leptogorgia pusilla is een zachte koraalsoort uit de familie Gorgoniidae. De koraalsoort komt uit het geslacht Leptogorgia. Leptogorgia pusilla werd in 1919 voor het eerst wetenschappelijk beschreven door Kükenthal. 